# Aeroporto Internazionale Tahiti Faa'a
L'Aeroporto Internazionale Tahiti Faa’a (in grafia tahitiana: Faa’ā o Fa’a’ā; IATA: PPT; ICAO: NTAA) è il principale aeroporto della collettività d'oltremare della Polinesia Francese. Situato sull'isola di Tahiti, nel comune  di Faa’ā, oltre a servire tutto l'arcipelago, è anche il principale centro per Air Tahiti e Air Tahiti Nui.

## Strutture
L'aeroporto di Tahiti è composto da un'area partenze e arrivi molto ampia, a seguito a un ampliamento completato nel 2001 e dovuto a una forte crescita di passeggeri (grazie all'arrivo di nuove compagnie aeree come Hawaiian Airlines e Air New Zealand).
La pista è lunga 3420 metri e permette l'atterraggio e il decollo di larga parte degli aerei attualmente impiegati. È inoltre dotata di sistemi di avvicinamento PAPI e Calvert che permettono avvicinamenti con vettori ILS.

## Traffico aereo
Il traffico di aerei a lungo raggio è composto principalmente da Airbus A340 e Airbus A330 come quelli di Air Tahiti Nui o di Air France. L'aereo più diffuso è tuttavia l'ATR 42 di proprietà di Air Tahiti, che utilizza l'aeroporto come hub per i collegamenti con le altre isole dell'arcipelago. I collegamenti con gli aeroporti più piccoli, infine, sono garantiti dai Beechcraft 1900 della compagnia Twin Jet.

## Statistiche
Questo grafico non è disponibile a causa di un problema tecnico.
Si prega di non rimuoverlo.
Vedi la query Wikidata di origine.